# Egypt Exploration Society
Die Egypt Exploration Society (EES) ist eine Stiftung zur Finanzierung britischer Ausgrabungen in Ägypten. Sie wurde 1882 von Amelia Edwards unter dem Namen Egypt Exploration Fund (EEF) gegründet und änderte 1919 ihren Namen in Egypt Exploration Society. Die EES hat ihren Hauptsitz in London, daneben gibt es noch einen Zweitsitz in Kairo.

## Geschichte
Amelia Edwards hatte 1873–74 Ägypten von Kairo bis Assuan mit dem Schiff bereist und mit eigenen Augen den drohenden Verfall der Denkmäler gesehen. Ihr 1877 erschienener Reisebericht A Thousand Miles up the Nile war sofort ein Bestseller.
Ein im Dezember 1879 in der Morning Post veröffentlichter Brief des jungen Schweizer Ägyptologen Edouard Naville, in dem er auf die dringende Notwendigkeit finanzieller Unterstützung aus dem Ausland für archäologische Erforschung hinwies, weil der ägyptische Staat bankrott sei und die Arbeit der Regierung unter Auguste Mariette aufgrund dessen schlechter Gesundheit nicht weiter durchgeführt werden konnte, war schließlich der Auslöser, dass Amelia Edwards sich aktiv für den Erhalt der ägyptischen Altertümer einsetzte.
Zusammen mit Naville schrieben sie an Auguste Mariette, dass sie für dessen Pläne Geld sammelten. Mariette starb jedoch 1881 und Gaston Maspero wurde sein Nachfolger in Kairo als Leiter des Service des Antiquités.
Mit Reginald Stuart Poole, dem Leiter der Abteilung für Medaillen und Münzen im British Museum von London, begann sie die Planung zur Gründung einer Ägyptischen Gesellschaft. Sie trafen sich zum ersten Mal 1880 im British Museum. Amelia Edwards war fest entschlossen, das alte Ägypten in das allgemeine Bewusstsein zu bringen, dabei ging es ihr besonders um den Erhalt der ägyptischen Denkmäler. In den nächsten zwei Jahren sammelte sie Unterstützung in allen Kreisen der Bevölkerung, sei es Kirche, Adel, Museum oder Universität.
Am 30. März 1882 verkündete Edwards mit ihren Kollegen in der Times, dass eine Gesellschaft gegründet worden sei mit dem Zweck, in Ägypten die alten Stätten im Nildelta auszugraben und dass der Plan eine begründete Aussicht auf Erfolg habe. Bei Gründung des Egypt Exploration Fund waren Amelia Edwards und Reginald Poole gemeinsam ehrenamtliche Sekretäre. Während Poole sich um die internationale Verwaltung kümmerte, übernahm Edwards die Öffentlichkeitsarbeit und Werbung von Mitgliedern.
Durch eine Spende von £500 durch Sir Erasmus Wilson konnte der EEF – wie er jetzt genannt wurde – in Ägypten beim Service des Antiquités de l'Egypte eine Lizenz für Ausgrabungen im Delta beantragen. Gaston Maspero erteilte die erste Lizenz an eine Gesellschaft. Sie einigten sich darauf, dass der Schweizer Edouard Naville im Januar 1883 in Tell el-Maschuta mit den Ausgrabungen beginnen sollte.
Momentan führt die Stiftung Ausgrabungen in Amarna und Qasr Ibrim durch und finanziert die deutschen Grabungen in Bubastis.

## Periodische Zeitschriften
- Journal of Egyptian Archaeology. (JEA), eine seit 1914 veröffentlichte archäologische Fachzeitschrift, ISSN 0075-4234.
- Egyptian Archaeology. The Bulletin of the Egypt Exploration Society. (EA), ein seit 1991[1] veröffentlichtes archäologisches Fachmagazin, ISSN 0962-2837.

## Serien
Als Monographien veröffentlichte Ergebnisse von Feldarbeit und Forschung in folgenden Serien:
- Excavation Memoirs
- Archaeological Survey Memoirs
- Texts from Excavations
- Occasional Publications
- Graeco-Roman Memoirs (GRM)